# Lejre hjelmfragtmentet
Lejre hjelmfragmentet  er et fragment, der har udgjort en del af jenbrynsbuen på en fornem hjelm fra tiden umiddelbart før vikingetiden. Det blev fundet af en detektorfører i foråret 2024.
Fragmentet er fremstillet i bronze og belagt med guld og er prydet med røde granater. Ornamentikken indikerer, at den stammer fra et sted imellem år 650-750.
Ifølge arkæologer po Roskilde Museum har den siddet på "Skandinaviens mest prægtige hjelm". Hjelmen, som fragtmentet har siddet på, har sandsynligvis mindet om hjelme, der er fundet i England og Sverige.
Den blev udstillet på Lejre Museum i uge 8 i 2025.